# تام (شهر)
تام (به آلمانی: Tamm) یک شهر کوچک در آلمان است که در ناحیهٔ لودویگزوبورگ واقع شده‌است.

## خصوصیات
تام ۱۲٬۱۱۲ نفر جمعیت دارد.